# Ranunculus nematolobus
Ranunculus nematolobus är en ranunkelväxtart som beskrevs av Hand.-mazz.. Ranunculus nematolobus ingår i släktet ranunkler, och familjen ranunkelväxter. Inga underarter finns listade i Catalogue of Life.